# Eritroza-4-fosfat dehidrogenaza
Eritroza-4-fosfat dehidrogenaza (EC 1.2.1.72, eritroza 4-fosfatna dehidrogenaza,  dehidrogenaza,  dehidrogenaza) je enzim sa sistematskim imenom D-eritroza 4-fosfat:NAD+ oksidoreduktaza. Ovaj enzim katalizuje sledeću hemijsku reakciju
-eritroza 4-fosfat + NAD+ +2O {\displaystyle \rightleftharpoons } 4-fosfoeritronat + NADH + 2 H+
Za ovaj enzim se originalno mislilo da je gliceraldehid-3-fosfatna dehidrogenaza (EC 1.2.1.12), ali je pokazano da to nije slučaj, jer  gliceraldehid 3-fosfat nije supstrat. On formira deo puta biosinteze piridoksal-5'-fosfat koenzima kod Escherichia coli, zajedno sa EC 1.1.1.290 (4-fosfoeritronat dehidrogenazom), EC 2.6.1.52 (fosfoserin transaminazom), EC 1.1.1.262 (4-hidroksitreonin-4-fosfat dehidrogenazom), EC 2.6.99.2 (piridoksin 5'-fosfat sintazom) i EC 1.4.3.5 (piridoksamin-fosfat oksidazom).

## Literatura
- Nicholas C. Price; Lewis Stevens (1999). Fundamentals of Enzymology: The Cell and Molecular Biology of Catalytic Proteins (Third изд.). USA: Oxford University Press. ISBN 019850229X.
- Eric J. Toone (2006). Advances in Enzymology and Related Areas of Molecular Biology, Protein Evolution (Volume 75 изд.). Wiley-Interscience. ISBN 0471205036.
- Branden C; Tooze J. Introduction to Protein Structure. New York, NY: Garland Publishing. ISBN 0-8153-2305-0.
- Irwin H. Segel. Enzyme Kinetics: Behavior and Analysis of Rapid Equilibrium and Steady-State Enzyme Systems (Book 44 изд.). Wiley Classics Library. ISBN 0471303097.

## Spoljašnje veze
- Erythrose-4-phosphate+dehydrogenase на 